# Kroumovgrad (obchtina)
La commune de Kroumovgrad (en bulgare Община Крумовград - Obchtina Kroumovgrad) est située dans le sud de la Bulgarie.

## Géographie

### Géographie physique
La commune de Kroumovgrad est située dans la partie centrale du massif des Rhodopes.

### Géographie humaine
La commune de Kroumovgrad est située dans le sud de la Bulgarie, à 280 km au sud-est de la capitale Sofia. Son chef lieu est la ville de Kroumovgrad et elle fait partie de la région de Kardjali.
| 1975   | 1985   | 1992                       | 2001                       | 2005   | 2010   |
| ------ | ------ | -------------------------- | -------------------------- | ------ | ------ |
| 34 337 | 34 906 | 31 268 (après redécoupage) | 19 907 (après redécoupage) | 18 836 | 17 574 |

,

## Administration

### Structure administrative
La commune compte 1 ville et 78 villages :
- ville de Kroumovgrad
- village de Avrén
- village de Bagriltsi
- village de Baratsi
- village de Blagoun
- village de Boïnik
- village de Bouk
- village de Bryagovets
- village de Dajdovnik
- village de Dévessilitsa
- village de Dévessilovo
- village de Djanka
- village de Doborsko
- village de Dolna koula
- village de Dolni Yuroutsi
- village de Edrino
- village de Egrek
- village de Golyam Dévessil
- village de Golyama Tchinka
- village de Golyamo Kaményané
- village de Gorna koula
- village de Gorni Yuroutsi
- village de Gouliïka
- village de Gouliya
- village de Grivka
- village de Hissar
- village de Kaklitsa
- village de Kalaïdjievo
- village de Kamenka
- village de Kandilka
- village de Katchoulka
- village de Khrastovo
- village de Kojoukhartsi
- village de Kotlari
- village de Kovil
- village de Krassino
- village de Lechtarka
- village de Liméts
- village de Loulitchka
- village de Malak Dévessil
- village de Malka Tchinka
- village de Malko Kaményané
- village de Métlika
- village de Moryantsi
- village de Oréchari
- village de Ovtchari
- village de Pachintsi
- village de Padalo
- village de Pélin
- village de Pérounika
- village de Podroumtché
- village de Polkovnik Jélyazovo
- village de Pototcharka
- village de Pototchnitsa
- village de Ralitchévo
- village de Ribino
- village de Rogatch
- village de Routcheï
- village de Samovila
- village de Sarnak
- village de Sbor
- village de Siniguér
- village de Skalak
- village de Sladkodoum
- village de Slivarka
- village de Stari tchal
- village de Stouden kladénéts
- village de Strajets
- village de Strandjévo
- village de Tchal
- village de Tchérnitchévo
- village de Tchérnooki
- village de Tintyava
- village de Tokatchka
- village de Topolka
- village de Vransko
- village de Zimornitsa
- village de Zlatolist
- village de Zvanarka

### Jumelages
La commune de Koumovgrad  est jumelée avec les communes suivantes :
- Darıca (Turquie).

## Galerie

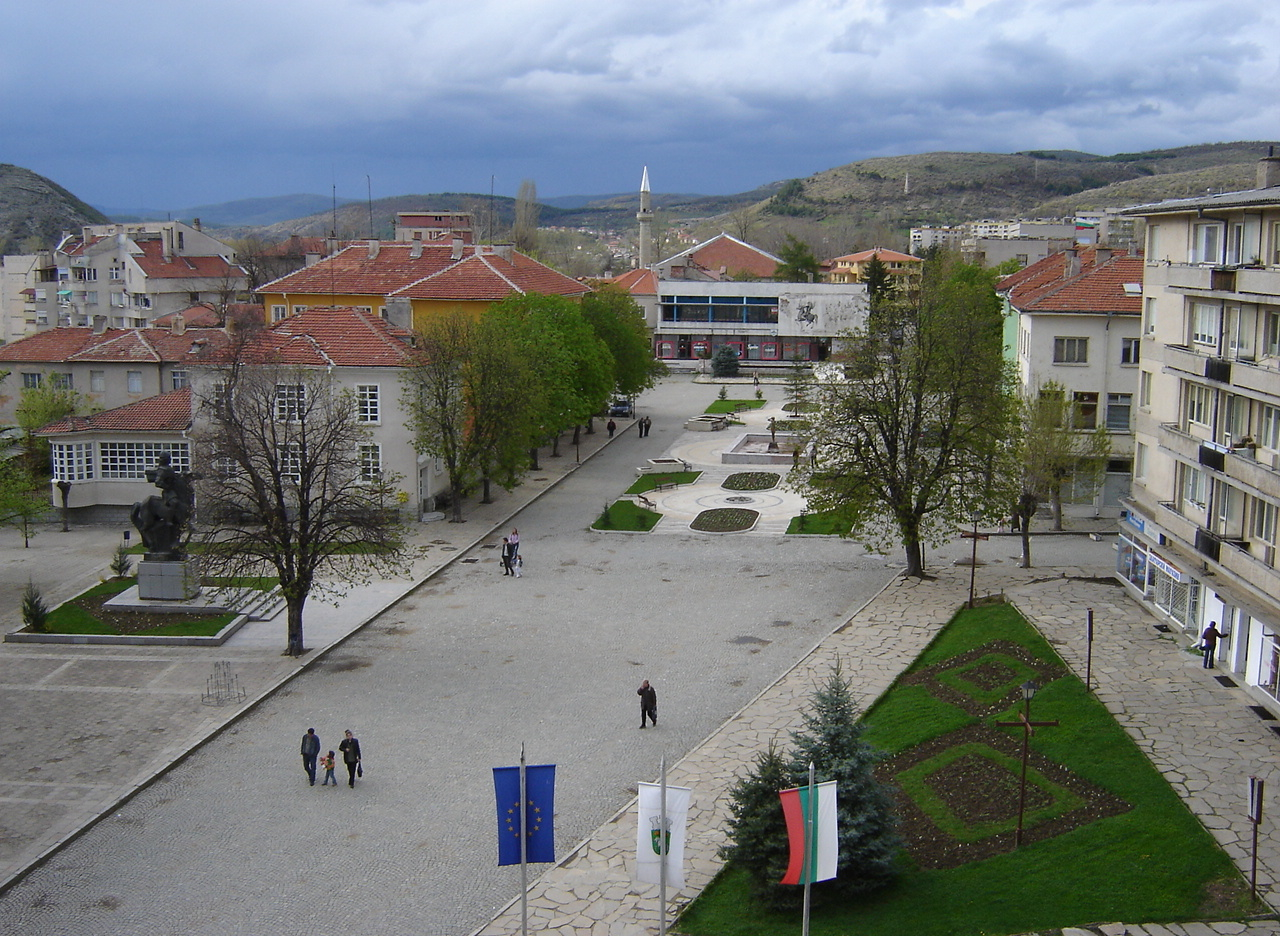
Vue du centre de Kroumovgrad
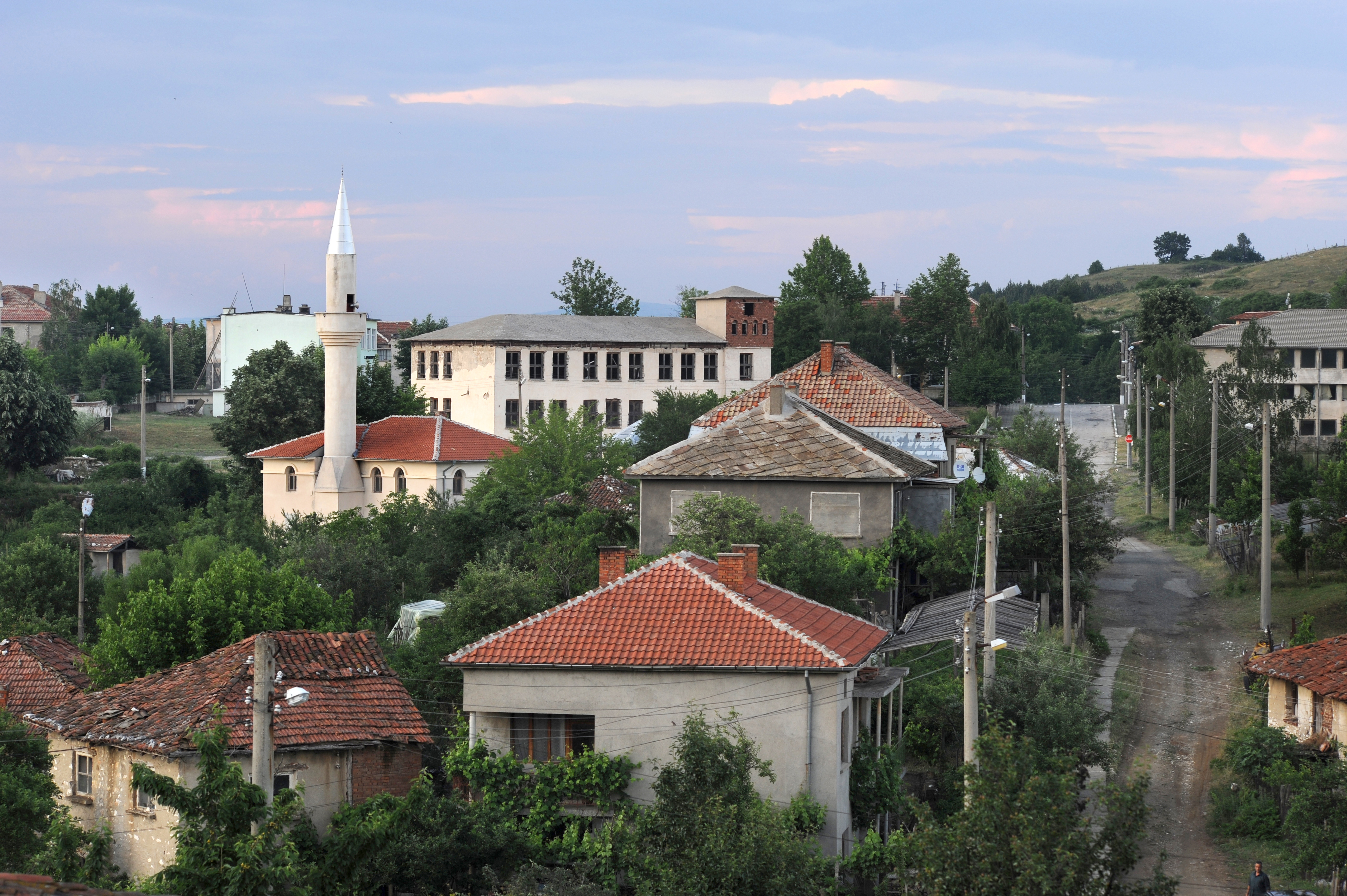
Village d'Avrén
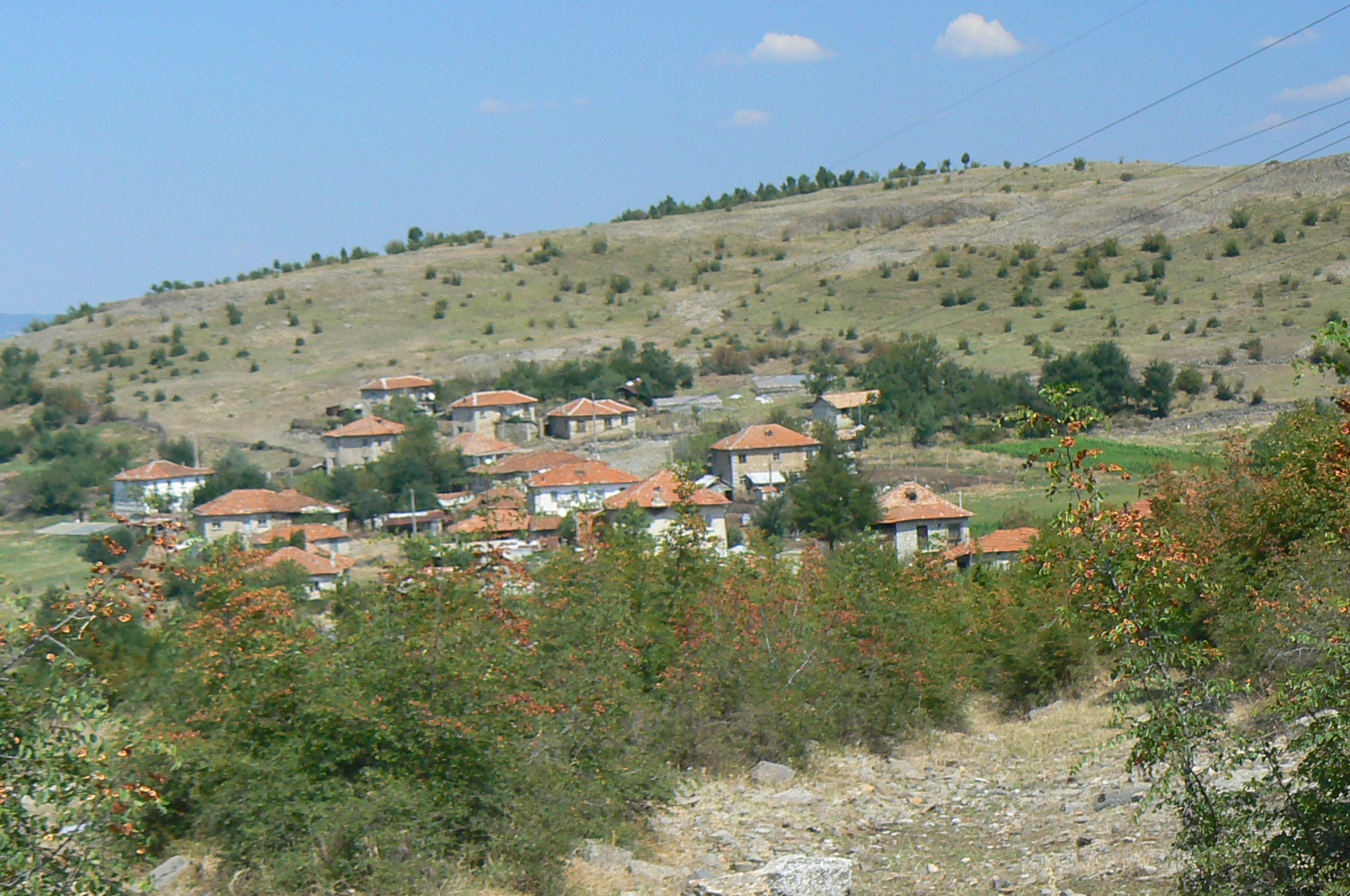
Village de Djanka
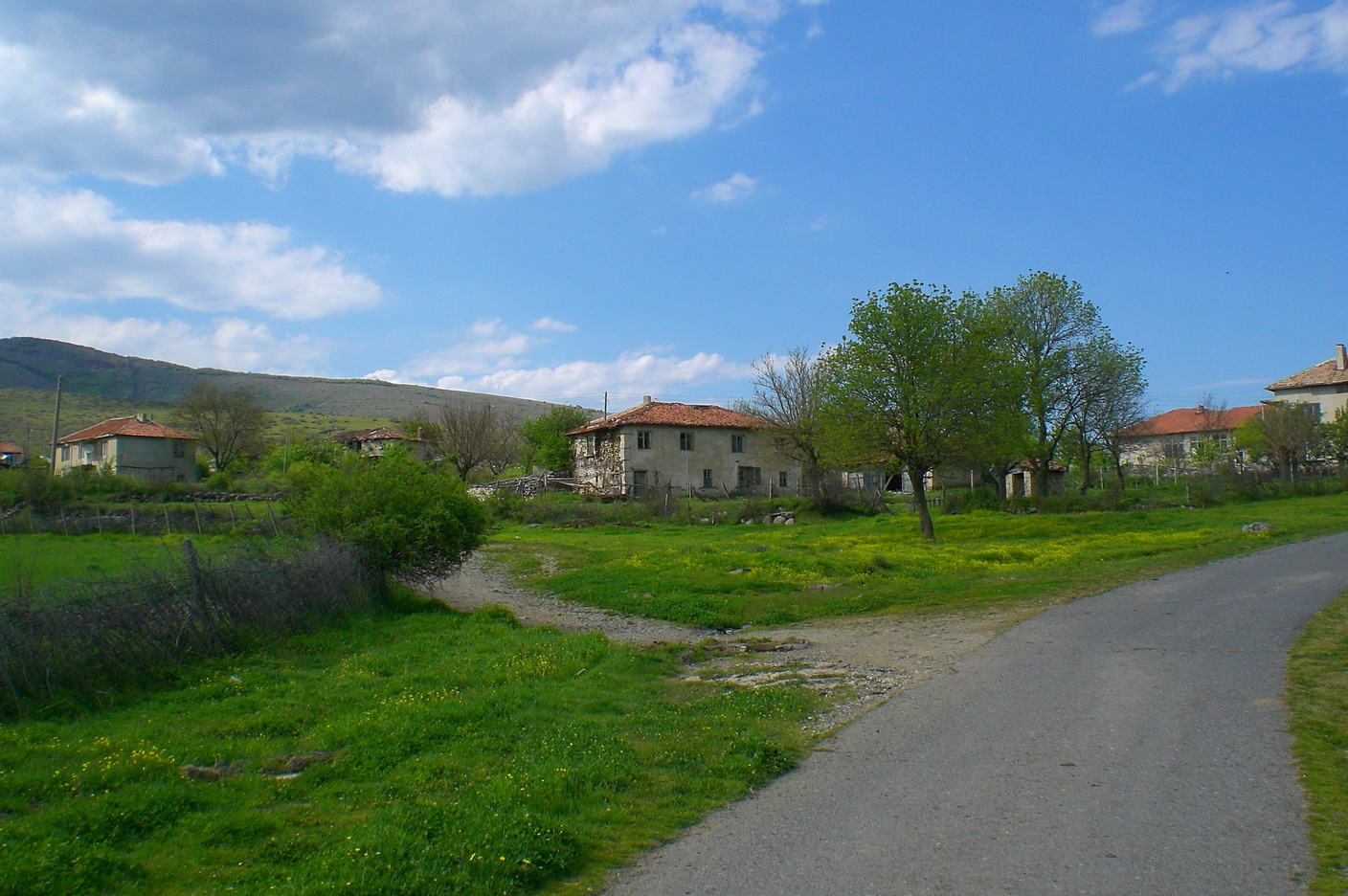
Village de Dolna koula
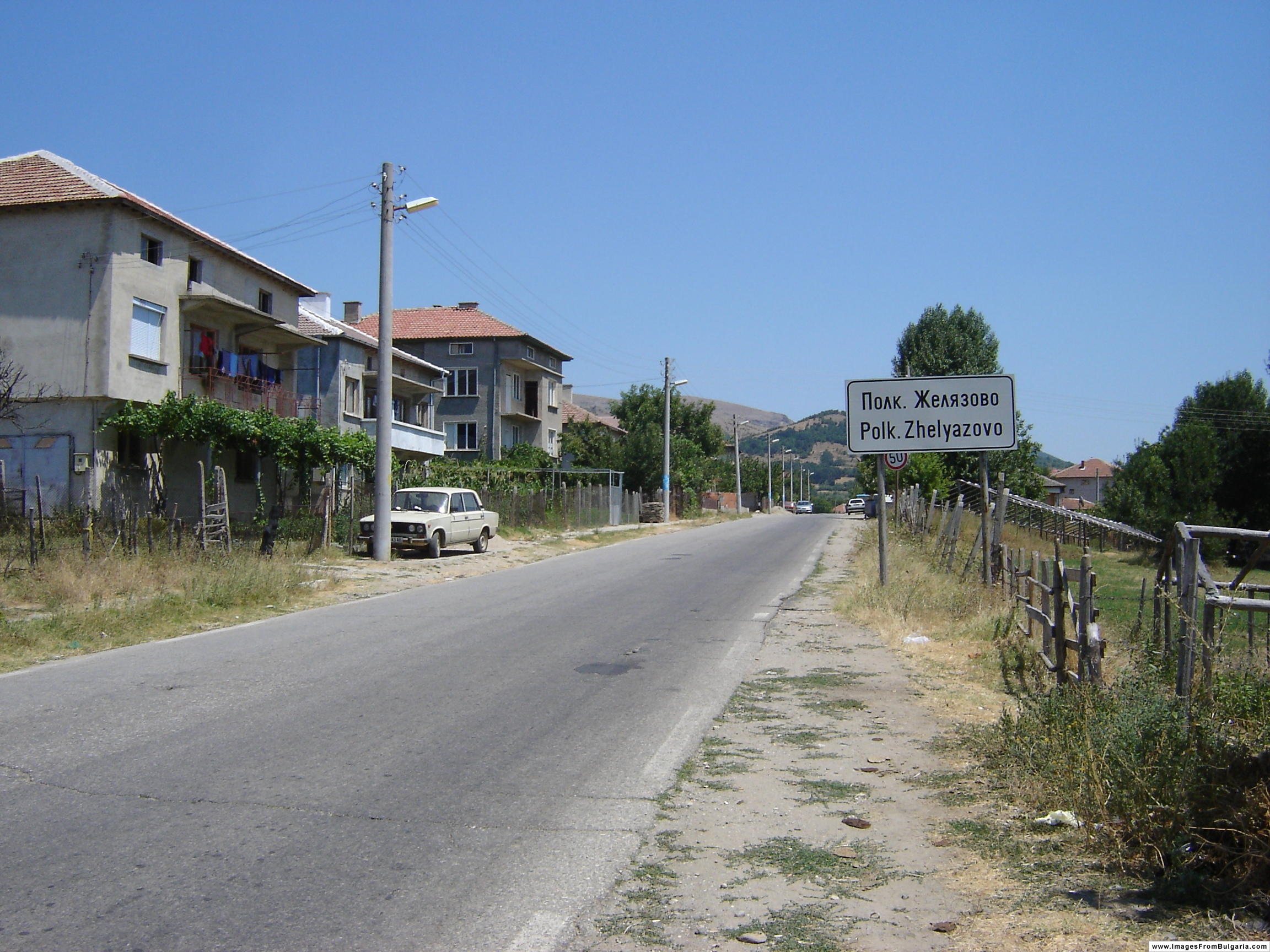
L'entrée du village de Polkovnik Jéliazkovo